# Dysderina purpurea
Dysderina purpurea là một loài nhện trong họ Oonopidae.
Loài này thuộc chi Dysderina. Dysderina purpurea được Eugène Simon miêu tả năm 1893.